# Giuseppe Cardoni
Giuseppe Cardoni (Roma, 27 febbraio 1802 – Roma, 7 aprile 1873) è stato un arcivescovo cattolico e funzionario italiano al servizio della Santa Sede.

## Biografia
Nato a Roma, fu ordinato sacerdote il 18 aprile 1829. Conseguì un dottorato in diritto canonico al Seminario Romano il 29 dicembre 1829 e un dottorato in teologia il 16 agosto 1830. Fu professore di teologia morale alla Pontificia Università Lateranense, e allo stesso tempo canonico di Santa Maria Maggiore. Iniziò la propria carriera ecclesiastica come esaminatore apostolico del clero romano. Nel 1846 divenne consultore della Congregazione dell'Indice dei libri proibiti fino al 1870, e fu nominato cameriere d'onore in abito paonazzo. Fu vicepresidente alla Pontificia accademia ecclesiastica dal 1846 a 1847, guidata dal vescovo Giovanni Battista Rosani e fu nominato presidente dell'Accademia nel 1848.
Il 27 settembre 1852 fu nominato vescovo titolare di Caristo da papa Pio IX, e consacrato a Roma il 7 novembre dal cardinale Ludovico Altieri nella Basilica di Sant'Apollinare, assistito dai vescovi Antonio Ligi-Bussi, O.F.M. Conv., e Vincenzo Tizzani, C.R.L. Il 29 novembre 1854 fu nominato assistente al Soglio Pontificio e dal 1857 divenne segretario della Congregazione dell'esame dei vescovi. Fu consultore della Congregazione per le Chiese orientali e del Sant'Uffizio dal 1863 al 1870. Il 21 dicembre 1863 fu traslato alle diocesi di Recanati e Loreto, ma il 22 febbraio dell'anno successivo fu elevato arcivescovo titolare di Edessa di Osroene. Fu padre conciliare al Concilio Vaticano I.

## Genealogia episcopale
La genealogia episcopale è:
- Cardinale Scipione Rebiba
- Cardinale Giulio Antonio Santori
- Cardinale Girolamo Bernerio, O.P.
- Arcivescovo Galeazzo Sanvitale
- Cardinale Ludovico Ludovisi
- Cardinale Luigi Caetani
- Cardinale Ulderico Carpegna
- Cardinale Paluzzo Paluzzi Altieri degli Albertoni
- Papa Benedetto XIII
- Papa Benedetto XIV
- Papa Benedetto XIV
- Cardinale Giovanni Carlo Boschi
- Cardinale Bartolomeo Pacca
- Papa Gregorio XVI
- Cardinale Lodovico Altieri
- Arcivescovo Giuseppe Cardoni